# A.C. Milan w sezonie 1929/1930

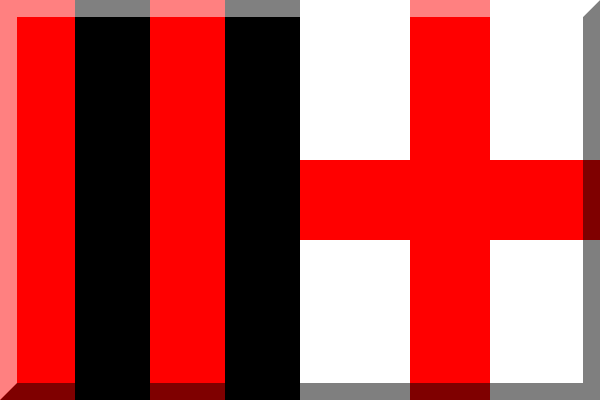
Klubowe barwy Milanu

Osiągnięcia piłkarskiego zespołu A.C. Milan w sezonie 1929/1930.

## Osiągnięcia
- Serie A: 11. miejsce

## Podstawowe dane
- Oficjalna nazwa klubu: Milan Football Club
- Siedziba klubu: Via Meravigli 7
- Boisko: San Siro
- Prezes klubu:  Luigi Ravasco;  Mario Benazzoli
- Trener zespołu:  Engelbert König
- Kapitan drużyny:  Alessandro Schienoni